# Olga Kardopoltseva
Olga Kardopoltseva (en biélorusse : Вольга Кардопольцева, née le 11 septembre 1966 à Almaty) est une athlète biélorusse spécialiste de la marche athlétique. 

## Carrière

### Palmarès
| Date                               | Compétition                        | Lieu                               | Résultat                           | Épreuve                            | Performance                        |
| Représentant de l'Union soviétique | Représentant de l'Union soviétique | Représentant de l'Union soviétique | Représentant de l'Union soviétique | Représentant de l'Union soviétique | Représentant de l'Union soviétique |
| ---------------------------------- | ---------------------------------- | ---------------------------------- | ---------------------------------- | ---------------------------------- | ---------------------------------- |
| 1990                               | Championnats d'Europe              | Split                              | 2e                                 | 10 kilomètres marche               | 44 min 06 s                        |
| 1991                               | Championnats du monde en salle     | Séville                            | 4e                                 | 3 000 mètres marche                | 12 min 07 s 70                     |
| 1991                               | Coupe du monde de marche           | San José                           | 4e                                 | 10 kilomètres marche               | 44 min 36 s                        |
| Représentant de la Biélorussie     |                                    |                                    |                                    |                                    |                                    |
| 1995                               | Coupe du monde de marche           | Pékin                              | 20e                                | 10 kilomètres marche               | 45 min 09 s                        |
| 1995                               | Championnats du monde              | Göteborg                           | 14e                                | 10 kilomètres marche               | 44 min 07 s                        |
| 1996                               | Jeux olympiques d'été              | Atlanta                            | 6e                                 | 10 kilomètres marche               | 43 min 02 s                        |
| 1997                               | Coupe du monde de marche           | Poděbrady                          | 13e                                | 10 kilomètres marche               | 43 min 08 s                        |
| 1997                               | Championnats du monde              | Athènes                            | 2e                                 | 10 kilomètres marche               | 43 min 30 s 20                     |
| 1998                               | Championnats d'Europe              | Budapest                           | 8e                                 | 10 kilomètres marche               | 43 min 38 s                        |
| 1999                               | Coupe du monde de marche           | Mézidon-Canon                      | 24e                                | 20 kilomètres marche               | 1 h 32 min 53 s                    |
| 1999                               | Championnats du monde              | Séville                            | —                                  | 20 kilomètres marche               | DSQ                                |
| 2000                               | Coupe d'Europe de marche           | Eisenhüttenstadt                   | 27e                                | 20 kilomètres marche               | 1 h 34 min s 53                    |
| 2002                               | Coupe du monde de marche           | Turin                              | 15e                                | 20 kilomètres marche               | 1 h 33 min 19 s                    |
| 2003                               | Coupe d'Europe de marche           | Tcheboksary                        | 11e                                | 20 kilomètres marche               | 1 h 31 min 05 s                    |
| 2003                               | Championnats du monde              | Paris                              | —                                  | 20 kilomètres marche               | DSQ                                |

### Records
| Épreuve              | Performance     | Lieu             | Date           |
| -------------------- | --------------- | ---------------- | -------------- |
| 10 000 mètres marche | 43 min 30 s 20  | Athènes          | 7 août 1997    |
| 10 kilomètres        | 42 min 29 s     | Eisenhüttenstadt | 5 octobre 1997 |
| 20 kilomètres        | 1 h 28 min 51 s | Brest            | 4 juin 1999    |